# راي جيرمان
راي جيرمان هو لاعب كرة قدم كندي، ولد في 1942. لعب مع هاميلتون تايغر كاتس ‏.

## وصلات خارجية
- راي جيرمان على موقع JustSportsStats.com (الإنجليزية)